# Agelena mengei
Agelena mengei là một loài nhện trong họ Agelenidae.
Loài này thuộc chi Agelena. Agelena mengei được Hermann Lebert miêu tả năm 1877.